# Lepidolejeunea herzogii
Lepidolejeunea herzogii là một loài Rêu trong họ Lejeuneaceae. Loài này được (Buchloh) Grolle & Gradst. mô tả khoa học đầu tiên năm 1985.